# Campeonato Canadense de Futebol de 2009
O Campeonato Canadense de Futebol 2009 ou 2009 Nutrilite Canadian Championship, foi a 2º edição do campeonato nacional. 

## Histórico
Como no ano anterior, contou apenas com a presença de três participantes: Toronto FC, Vancouver Whitecaps, Montreal Impact. O sistema da disputa foi em pontos corrridos e o campeão teve o direito de disputar a Liga dos Campeões da CONCACAF. O Toronto FC sagrou-se campeão pela primeira vez, o Vancouver Whitecaps ficou em segundo lugar e o campeão de 2008, o Montreal Impact, ficou em terceiro.

## Classificação
| Clube               | Pts | J | V | E | D | GP | GC | SG |
| ------------------- | --- | - | - | - | - | -- | -- | -- |
| Toronto FC          | 9   | 4 | 3 | 0 | 1 | 8  | 3  | +5 |
| Vancouver Whitecaps | 9   | 4 | 3 | 0 | 1 | 5  | 1  | +4 |
| Montreal Impact     | 0   | 4 | 0 | 0 | 4 | 1  | 10 | -9 |

|  | Clube classificado para a Liga dos Campeões da CONCACAF .   |
|  | Clube não classificado para a Liga dos Campeões da CONCACAF |

## Resultados
|                     | VAN | TOR | MON |
| ------------------- | --- | --- | --- |
| Vancouver Whitecaps | –   | 2–0 | 2–0 |
| Toronto FC          | 1–0 | –   | 1–0 |
| Montreal Impact     | 0–2 | 1–6 | –   |

## Artilheiro
| jogador           | País   | Equipe     | Gols   |
| ----------------- | ------ | ---------- | ------ |
| Dwayne De Rosario | Canadá | Toronto FC | 3 gols |

## Premiação
| Campeonato Canadense de Futebol Campeão 2009 |
| -------------------------------------------- |
| Ontário                                      |
| Toronto FC Primeiro Título                   |